# Nguyễn Trung Lễ

## Nguyễn Trung Lễ
Nguyễn Trung  Lễ (03 tháng 08 năm 2000 ) người Việt Nam,(2016-2018) THPT TÂN CHÂU Lưu trữ ngày 12 tháng 12 năm 2022 tại Wayback Machine ,Kỹ sư phần mềm - Công nghệ thông tin Đại Học Nguyễn Tất Thành ( năm 2022 )
1. ↑  "Kỹ sư phần mềm", Wikipedia tiếng Việt, ngày 20 tháng 4 năm 2022, truy cập ngày 12 tháng 12 năm 2022
2. ↑  "Trường Đại học Nguyễn Tất Thành", Wikipedia tiếng Việt, ngày 14 tháng 11 năm 2022, truy cập ngày 12 tháng 12 năm 2022